# Pseudocyclops giussanii
Pseudocyclops giussanii is een eenoogkreeftjessoort uit de familie van de Pseudocyclopidae. De wetenschappelijke naam van de soort is voor het eerst geldig gepubliceerd in 2008 door Zagami, Brugnano & Costanzo.